# Castel Bolognese
Castel Bolognese (en emilià-romanyol Castèl Bulgnes) és un municipi italià, situat a la regió d'Emília-Romanya i a la província de Ravenna. L'any 2010 tenia 9.053 habitants. Limita amb els municipis de Faenza, Imola (BO), Riolo Terme i Solarolo.

## Administració
| Període | Identitat     | Partit        |
| ------- | ------------- | ------------- |
| 2009-   | Daniele Bambi | Llista Cívica |